# Fuerte de Ysil
El fuerte de Ysil o de Sil, también denominado Castillo Viejo, fue una fortificación situada en la localidad de Hecho (España), en el Pirineo aragonés, en el camino viejo a Oza, cerca del puente del Ysil sobre el río Aragón Subordán, de la que solo se conservan unas pocas ruinas.
No debe confundirse con la torre de Fernando VI, situada también en Hecho, en la antigua calzada romana. Diversos autores, e incluso la página SIPCA, confunden o mezclan ambas.

## Historia
La torre o fuerte de Ysil fue construida en 1592 por Triburcio Spanoqui por orden de Felipe II como parte de una serie de fortificaciones pirenaicas. Spanoqui describe el lugar de construcción como:

A tres leguas de Hecho ay la puente de zuazque [Suasqui] donde se juntan dos passos el de Palos y el de agua Tuerta y todos vienen a parar a la puente de ysil donde ay un passo en estremo fuerte a dos leguas del pueblo de hecho en el qual cualquier poco reparo aseguraría el passo totalmente el frontero resenño demuestra su aspereça y costaría muy poco mandarle hazer una torre de la forma de las demás pues el sitio es conforme a los otros, otros passos ay que se podrían defender mas este por todos respetos es el mas a propósito.

Es decir, el fuerte se encontraba en el camino viejo a Oza, atravesando el puente de Ysil, tras la subida serpenteante y antes de la bajada a la selva.
En 1610 Juan Bautista Labaña, geógrafo de Felipe II, también mencionó «El fuerte del Puente de Asil en el valle de Echo».
En 1779 Bernardo Espinalt y García publicaba en El Atlante Español,

Antiguamente había un Castillo situado en el camino principal, que va a Francia, con un destacamento más o menos numeroso, según lo exigían las urgencias: por orden del Rey Don Fernando el sexto se construyó otro nuevo en la misma carrera de aquel Reyno, en distinto parage en las inmediaciones de su Frontera, que se guarnece, según la Tropa que tiene la Plaza de Jaca.

Aquí ya aparecen el «castillo», que se refiere al fuerte de Ysil, y «otro nuevo», la torre de Fernando VI, proyectada por Juan Martín Zermeño, de la que todavía se pueden ver los restos. La nueva torre quedaría situada a 1,5 km de la vieja. Ambas construcciones fueron mencionadas también en 1802 por Mateo Sumán en su Diccionario Geográfico del Reino de Aragón.

En tiempo de Felipe II se mandó construir el castillo viejo que estaba a la orilla izquierda del Aragón Subordán en el término o Puerto de la Costatiza, a distancia de cerca de tres horas de la villa, y media hora distante del castillo nuevo que hoy existe a la orilla derecha del rio Aragón, y se edificó en tiempos de Fernando el VI. Es de forma cuadrada, a modo de torre, es pequeño. Tiene dos divisiones, alta y baja, con oratorio muy pequeño. Cabe poca tropa. Se sube a él con escalera portátil. Dista poco más de dos horas de Hecho; está situado en el término llamado el Bozo, en el Camino real que guía a Francia.

## Descripción
Del fuerte, a 2017, solo se conservan «tres pequeños lienzos de aparejo». Desde la carretera se puede apreciar el basamento o cimentación que soportaba la ladera sobre la que se encontraba la fortificación.